# Philedone
Philedone is een geslacht van vlinders van de familie bladrollers (Tortricidae), uit de onderfamilie Tortricinae.

## Soorten
- P. aluminias (Meyrick, 1912)
- P. citrochyta Meyrick, 1926
- P. gerningana - Klokbladroller (Denis & Schiffermüller, 1775)